# Без милост
Без милост е ежегоден кеч pay-per-view турнир, продуциран от World Wrestling Entertainment (WWE).
Първият турнир се провежда на 16 май 1999 в Манчестър, Англия. Без милост се води всеки октомври и от 2003 до 2006 е турнир на Разбиване. Въпреки че WWE избира музика за техните турнири, Без милост включва своя собствено-продуцирана песен наречена „Без милост“. Тази песен е компузирана от музикалния продуцент на WWE, Джим Джонстън. Песента дебютира а Без милост 2002 и е включена цялата в DVD-то на турнира. По-късно песента отново се използва за Без милост 2004 и после отново ремикс през 2006, също включени в DVD-тата на турнирите. Текстовете се различават малко между двете версии. През 2007, песента е пресъздадена с различни инструменти и с различен вокалист.

## Дати и места
Турнир в Обединеното кралство
██ Турнир на Разбиване
| №  | Име               | Дата        | Град                      | Място                      | Главен мач                                             |
| -- | ----------------- | ----------- | ------------------------- | -------------------------- | ------------------------------------------------------ |
| 1  | Безмилостно       | 16 май      | Манчестър, Англия         | M.E.N. Arena               | Стив Остин срещу Гробаря срещу Трите Хикса1            |
| 2  | Без милост (1999) | 17 октомври | Кливланд, Охайо           | Gund Arena                 | Трите Хикса срещу Стив Остин1                          |
| 3  | Без милост (2000) | 22 октомври | Олбани, Ню Йорк           | Pepsi Arena                | Скалата срещу Кърт Енгъл1                              |
| 4  | Без милост (2001) | 21 октомври | Сейнт Луис, Мисури        | Savvis Center              | Стив Остин срещу Кърт Енгъл срещу Роб Ван Дам1         |
| 5  | Без милост (2002) | 20 октомври | Норт Литъл Рок, Арканзас  | Alltel Arena               | Брок Леснар срещу Гробаря2                             |
| 6  | Без милост (2003) | 19 октомври | Балтимор, Мериленд        | 1st Mariner Arena          | Брок Леснар срещу Гробаря2                             |
| 7  | Без милост (2004) | 3 октомври  | Ийст Ръдърфорд, Ню Джърси | Continental Airlines Arena | Джон „Брадшоу“ Лейфилд срещу Гробаря2                  |
| 8  | Без милост (2005) | 9 октомври  | Хюстън, Тексас            | Toyota Center              | Батиста срещу Еди Гереро3                              |
| 9  | Без милост (2006) | 8 октомври  | Роли, Северна Каролина    | RBC Center                 | Крал Букър срещу Боби Лешли срещу Батиста срещу Финли3 |
| 10 | Без милост (2007) | 7 октомври  | Роузмънт, Илинойс         | Allstate Arena             | Трите Хикса срещу Ренди Ортън2                         |
| 11 | Без милост (2008) | 5 октомври  | Портланд, Орегон          | Rose Garden                | Крис Джерико срещу Шон Майкълс3                        |
| 12 | Без милост (2016) | 9 октомври  | Сакраменто, Калифорния    | Golden 1 Center            | Ей Джей Стайлс срещу Джон Сина срещу Дийн Амброуз4     |

Мач за:

1↑Титлата на WWF;
2↑Титлата на WWE;
3↑Световната титла в тежка категория;
4↑Световната титла на WWE